# 서울국제사진영상전
서울국제사진영상전은 코엑스, 메쎄이상, 한국사진영상산업협회, 한국광학기기산업협회가 주최하는 사진 및 영상기자재 관련 전시회이다.

## 소개
1989년 서울국제사진영상기자재전으로 열렸으며 국내 최대 사진 및 영상 기자재 관련을 중심으로 전시하고 있다. 국내에서는 삼성, LG가 참가하였고 해외에서는 캐논, 니콘, 소니, 후지필름, 올림푸스. 파나소닉. 펜탁스 등이 참가하였다. 한때는 코닥도 참가하였으나 파산 이후로는 참가하지 않는다.
2010년대 들어서는 삼성이 스마트폰 사업에 주력하기 위해 사실상 카메라 사업에서 철수하면서 2015년 전시회부터 참가하지 않게 되었으며 LG도 현재는 옛날 금성 시절에 캐논과의 기술제휴 당시 오토보이 카메라를 출시한 이후로는 카메라 사업에서 손을 뗀 상태라 국내업체보다는 주로 일본 업체인 캐논, 소니, 니콘, 올림푸스. 파나소닉, 후지필름만이 참가하고 있다. 그러나 니콘 역시 2016년 전시회부터 불참하였으나 2019년 전시회부터 다시 참가했고 올림푸스도 2015년을 끝으로 카메라 관련 전시에서는 사실상 불참하고 있다가 2019년에 포토 갤러리를 주제로 참가하였다. 파나소닉과 후지필름은 참가하지 않고있다. 그 외에도 렌즈 브랜드인 삼양과 탐론이 참가하며 ND 필터 브랜드인 렌즈회사 호야(HOYA)가 참가하고 있고 삼각대, 엄브렐러, 스튜디오 장비 등을 주제로 국내 사진 기자재 업체들이 참가한다.  그리고 DSLR 메모리 카드로 유명한 산디스크도 참가하며 어도비 포토샵을 통해서 어도비도 참가하였다.
현재 메이저급 업체는 캐논, 소니, 니콘의 3파전이 이뤄지는 편이다.

### 단점
주로 카메라 관련 전문 행사라는 점 때문에 2010년 이후로 일상적으로 보편화된 스마트폰은 전시하지 않고있다. 디지털 카메라가 등장하기 이전에는 필름도 전시하였던 적이 있으나 현재는 필름 카메라가 단종이 된 편이라 전시하는 곳이 없다.

### 일본 업체의 강세(니콘, 소니, 캐논)
과거에만 했어도 국내 업체인 삼성과 미국 업체인 코닥과 더불어 일본 업체인 니콘, 소니, 캐논, 올림푸스, 후지필름, 파나소닉, 펜탁스 등이 참가하여 신형 카메라 기종을 전시하였는데 디지털 카메라가 등장하기 전까지는 미국 업체이자 필름 사진의 원조격인 코닥의 전성기가 돋보였던 적이 있다. 그러나 2000년대 들어서 필름 카메라가 디지털 카메라에 밀리고 DSLR과 미러리스 카메라의 강세가 이어지면서 디지털 카메라에 소극적이었던 코닥이 결국 파산을 하고 국내업체 중 유일하게 DSLR과 디지털 카메라를 출시하였던 삼성이 스마트폰 갤럭시 사업에 전념하기 위해 카메라 사업에서 철수하면서 현재는 일본 업체인 니콘, 소니, 캐논의 강세가 짙다. 그 외에도 올림푸스, 후지필름, 펜탁스, 파나소닉 등의 다른 일본 업체도 참가하였지만 최근에는 참가를 하지 않거나 신종 카메라를 출시하지 않고있다. 올림푸스는 이후 의료기기 체제로 전환하면서 2019년 전시회를 끝으로 카메라 사업에서 철수하였다. 
다만 니콘은 2016년 전시회부터 한때 불참하였으나 2019년에 다시 참가하였다.

## 서울포토(SEOUL PHOTO)
2009년부터 서울국제사진영상전과 동시에 개최하고 있는 사진전이다. 국내외 사진작가들이 촬영하였던 사진을 전시하고 있다.

## 전시품목
- DSLR 카메라
- 카메라 렌즈
- ND 필터
- 스튜디오 장비
- 노출계
- DSLR 삼각대
- 텅스텐
- 컬러 체커
- 메모리 카드(산디스크)
- 악세사리

## 참가업체(메이저)
- 니콘 - 2016년 전시회부터 불참했다가 2019년 전시회에 다시 참가
- 삼성 - 2015년 전시회 이후로 참가하지 않는다. 사실상 스마트폰 갤럭시 사업에 집중하기 위해 카메라 사업에서 철수하였다.
- 삼양렌즈
- 소니
- 올림푸스 - 현재는 참가하지 않으나 2019년 포토 갤러리로 다시 참가. 이후 카메라 산업을 철수하고 의료기기 기업으로 전향하였다.
- 캐논
- 코닥 - 파산 이후로 참가하지 않는다. 현재는 디지털이미징 사업으로 전환하였다.
- 탐론
- 파나소닉 - 현재는 참가하지 않고 있다.
- 펜탁스 - 현재는 참가하지 않고 있다.
- 후지필름 - 현재는 참가하지 않고 있다.